# Artur, Duque de Connaught e Strathearn
Artur, Duque de Connaught e Strathearn (nome pessoal em inglês: Arthur William Patrick Albert; Londres, 1 de maio de 1850 – Bagshot, 16 de janeiro de 1942), foi o sétimo filho, o terceiro menino, da rainha Vitória do Reino Unido, e de seu marido o príncipe consorte Alberto de Saxe-Coburgo-Gota.
Artur foi educado por professores particulares até entrar na Real Academia Militar em Woolwich, aos dezesseis anos. Foi comissionado tenente do Exército Britânico ao se formar, servindo por quarenta anos em várias partes do Império Britânico. Foi nomeado governador-geral do Canadá em 1911 por seu sobrinho o rei Jorge V, seguindo a recomendação do primeiro-ministro Herbert Henry Asquith, para substituir Albert Grey, 4.º Conde de Grey. Ocupou o posto até 1916, quando o substituiu Victor Cavendish, 9.º Duque de Devonshire. Por sua experiência militar, a escolha de Artur foi prudente como representante do rei e comandante chefe canadense durante os primeiros anos da Primeira Guerra Mundial.
Ao final de seu período como governador-geral, Artur voltou para o Reino Unido e desempenhou várias funções reais, além de funções militares. Apesar de ter se aposentado da vida pública em 1928, continuou a ter influência no exército durante a Segunda Guerra Mundial. Morreu em 1942 aos 91 anos, sendo na altura o penúltimo filho sobrevivente da rainha Vitória.
Artur é antepassado direto das atuais famílias reais sueca e dinamarquesa. Sua filha Margarida de Connaught casou-se com o príncipe herdeiro da Suécia, Gustavo Adolfo, que veio a se tornar o rei Gustavo VI Adolfo após o falecimento de Margarida. O neto de Margarida é o atual rei da Suécia, Carlos XVI Gustavo (bisneto de Artur).
Outra neta de Artur, a princesa Ingrid da Suécia (também filha de Margarida de Connaught), casou-se com o rei da Dinamarca, Cristiano X, sendo mãe da atual rainha da Dinamarca, Margarida II, e da ex-rainha da Grécia, Ana Maria da Dinamarca.

## Nascimento

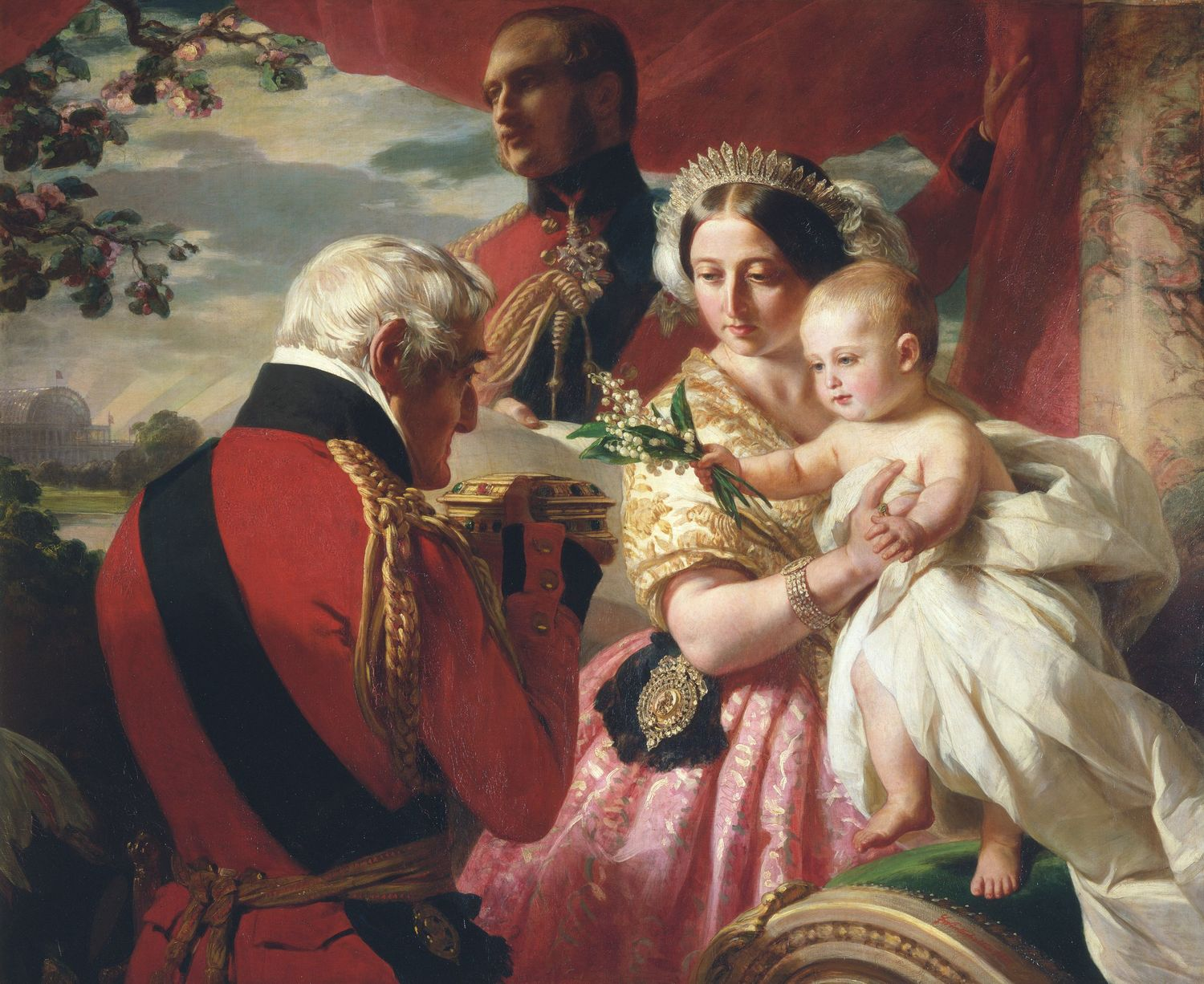
Rainha Vitória com o príncipe Artur em 1 de maio de 1851 comemorando o aniversário de 1 ano do príncipe, por Franz Xaver Winterhalter.

O príncipe Artur nasceu em 1 de maio de 1850, no Palácio de Buckingham. Sua mãe era a rainha Vitória do Reino Unido, a então monarca britânica reinante. Seu pai era o príncipe Alberto de Saxe-Coburgo-Gota. O jovem príncipe foi batizado na capela privada do Palácio de Buckingham em 22 de junho de 1850, por John Bird Sumner, Arcebispo da Cantuária, tendo como padrinhos Guilherme, Príncipe Herdeiro da Prússia, a princesa Ida de Saxe-Meiningen e Arthur Wellesley, 1.º Duque de Wellington.

## Serviço militar
Como seus irmãos mais velhos, Artur foi educado por tutores. Ainda jovem, mostrou interesse pelo exército. Em 1866, entrou para a Academia Militar Real, em Woolwich, e, dois anos depois, foi comissionado como tenente no Corpo de Engenheiros Reais. Foi transferido para o Regimento Real de Artilharia e para a Brigada do Rifle.
Artur teve uma longa e notável carreira no Exército Britânico, prestando serviço na África do Sul, no Canadá, na Irlanda e no Egito em 1882 e na Índia de 1886 a 1890. No dia 1 de abril de 1893, foi promovido a general. Esperava suceder a seu primo de segundo grau, o idoso Duque de Cambridge, aposentado compulsivamente em 1895 como comandante-em-chefe do exército britânico. No entanto, foi-lhe negado o cargo. Em vez disso, exerceu comando no distrito sul de Aldershot, Hampshire, de 1893 a 1898. Tornou-se marechal de campo em 26 de junho de 1902. Serviu em importantes posições, como comandante-em-chefe da Irlanda (1900-1904), inspetor-geral das forças (1904-1907) e governador-geral do Canadá (1911-1916).

## Casamento
Em 13 de março de 1879, na Capela de São Jorge, no Castelo de Windsor, Artur desposou a princesa Luísa Margarida da Prússia, filha do príncipe Frederico Carlos da Prússia, neto de Frederico Guilherme III. Luísa era sobrinha-neta de Guilherme I da Alemanha. O casal adquiriu Bagshot Park, em Surrey, como residência campestre e, a partir de 1900, usou a Clarence House como residência londrina.

## Maçonaria
Quando seu irmão teve de renunciar devido à entronização como Eduardo VII, o príncipe Artur foi eleito grão-mestre da Grande Loja Unida da Inglaterra. Foi reeleito trinta e sete vezes, anualmente, até 1939, quando tinha quase noventa anos.

## Ducado de Saxe-Goburgo-Gota
Em 6 de fevereiro de 1899, Artur entrou para a linha direta de sucessão ao Ducado de Saxe-Coburgo-Gota, na atual Alemanha, por causa da morte de seu sobrinho Alfredo, filho do irmão mais velho, o príncipe Alfredo, Duque de Edimburgo. Artur foi o herdeiro presuntivo de seu irmão até 15 de julho de 1899  quando decidiu, no entanto, renunciar a esse direito e ao direito de sucessão de seu filho Artur ao ducado, que então passou para seu sobrinho, o príncipe Carlos Eduardo, filho de seu irmão Leopoldo, Duque de Albany.

## Governador-geral do Canadá
Em 1911, o governo britânico apontou Artur para o posto de governador-geral do Canadá. Enquanto desempenhou tal cargo, o primeiro-ministro do Canadá era Robert Borden. O Canadá estava a transformar-se de colônia britânica em país independente. Contudo, o monarca britânico ainda nomeava os Governadores-gerais, e Arthur tornou-se o primeiro membro da família real britânica a servir no posto (embora sua irmã, a princesa Luísa, tenha sido esposa do governador-geral anterior, lorde Lorne), o que ajudou a fortalecer os laços entre a monarquia britânica e o Canadá.
Artur viajou para o Canadá com a esposa, a Duquesa de Connaught, e com a filha mais jovem, a princesa Patrícia. Viveram em Rideau Hall, na cidade de Ottawa, e viajaram extensivamente por todo o país. Artur serviu como oficial de ligação entre os governos britânico e canadense durante a Primeira Guerra Mundial. A duquesa e a princesa tornaram-se figuras populares na sociedade canadense. Os Connaught realizaram vários melhoramentos em Rideau Hall.

## Últimos momentos
Depois do período em Rideau Hall, o Duque de Connaught retornou aos seus serviços militares em plena guerra (1914-18). A duquesa, que adoecera durante os anos de residência no Canadá, morreu em março de 1917. O duque retirou-se da vida pública em 1928 e morreu quatorze anos mais tarde, em Bagshot Park, aos 91 anos. Está sepultado no Cemitério Real de Frogmore em Windsor, Inglaterra. Em 1938, o seu único filho varão, também chamado Artur, faleceu de câncer do estômago. Sucedeu-lhe (brevemente) como Duque de Connaught seu neto, Alastair, 2.º Duque de Connaught e Strathearn. Alastair era filho do príncipe Artur (filho) e da princesa Alexandra, Duquesa de Fife, neta do rei Eduardo VII.

## Títulos, estilos e brasão

### Títulos e estilos
- 1 de maio de 1850 – 24 de maio de 1874: Sua Alteza Real, o príncipe Artur
- 24 de maio de 1874 – 16 de janeiro de 1942: Sua Alteza Real, o Duque de Connaught e Strathearn

Após uma visita oficial dos duques de Connaught e de sua filha, a Princesa Patrícia, em 1906, a cidade de Lourenço Marques, capital de Moçambique, deu o nome de Duques de Connaught a uma aprazível avenida situada na sua parte alta e o nome de Princesa Patrícia a uma outra avenida, mais central (após a independência de Moçambique, a cidade foi rebatizada Maputo e as referidas artérias passaram a chamar-se, respetivamente, Friedrich Engels e Salvador Allende).

### Brasão
Ao receber o ducado, Artur ganhou o direito a um brasão de armas próprio, que consistia no brasão real de armas do Reino Unido com um escudo interior do brasão da Saxônia, no seu caso diferenciado por um lambel argento de três pés cujo central possuía uma cruz goles e os laterais uma flor-de-lis azure. O escudo interior da Saxônia foi retirado em 1917 por ordem do rei Jorge V.
| Brasão de Artur entre 1874 e 1917 |

## Descendência
| Imagem | Nome      | Nascimento            | Morte                  | Notas                                                                      |
| ------ | --------- | --------------------- | ---------------------- | -------------------------------------------------------------------------- |
|        | Margarida | 15 de janeiro de 1882 | 1 de maio de 1920      | Casou-se com Gustavo Adolfo, Príncipe Herdeiro da Suécia, com descendência |
|        | Artur     | 13 de janeiro de 1883 | 12 de setembro de 1938 | Casou-se com Alexandra, 2ª Duquesa de Fife, com descendência               |
|        | Patrícia  | 17 de março de 1886   | 12 de janeiro de 1974  | Casou-se com sir Alexandre Ramsay, com descendência                        |